# Zecchino d'Oro
El Zecchino de Oro [dzekˈkiːno ˈdɔːro] es un festival internacional de canciones de niños y niñas, que promueve la producción de canciones para ellos, artísticamente válidas e inspiradas en ideales éticos, cívicos y sociales.

## Historia
Nacido en Milán en 1959 de una idea de Niny Comolli y transmitido en vivo por la RAI, el Zecchino de Oro —canciones infantiles cantadas por niños y niñas y juzgadas por niños y niñas— llega al Antoniano en 1961 y pronto se convirtió en uno de los eventos de televisión más esperados del año.
Desde 1963 es el Piccolo Coro del Antoniano (Pequeño Coro) fundado por Mariele Ventre, el que acompaña a los pequeños solistas.
Con los años el Zecchino de Oro expresa a sí mismo y al mundo con sus canciones (Il pulcino ballerino [El pollito bailarín], Popoff, Quarantaquattro gatti [Cuarenta y cuatro gatos] y Il caffè della Peppina [El café de la Peppina] entre otros), sonrisas con las ocurrencias del Mago Zurlí y de Topo Gigio, y crece en el intercambio afectuoso entre Mariele y sus niños.
En 1976 el evento se vuelve internacional. En cada edición participan 7 canciones italianas y 7 canciones extranjeras que en muchas ocasiones proceden de todas las fábulas del mundo y de la música, de la oración, de nuevos y sugerentes ritmos y sonidos.
Desde 1991, el evento se unió al mensaje de fraternidad en sus canciones y se puso en marcha una suscripción para una iniciativa concreta para los niños en dificultades, la Fiore della Solidarietà (Flor de la solidaridad).
Un año muy especial fue el 1997, en la 40.ª edición, donde la niña japonesa Yumiko Ashikawa cantó la canción escrita y musicada por ella misma, la única en toda la historia del festival.

## Canciones en español al Zecchino de Oro

### Argentina
- I re magi (1979)
- Caterina Caterina (1983)
- Uccellino dell'azzurro (1990)
- Tango matto (1993)
- La gallina Painè (2001)
- Il canto del gauchito (2012)

### Bolivia
- Terra (1998)

### Chile
- Carnevalito carnevalà (1982)

### Colombia
- Felice con la mia mamma (1980)
- Dormi, mio bel piccino (1984)
- Un'amica colombiana (2003)

### Costa Rica
- All'arrembaggio del formaggio (1995)
- Chicopez (2014)

### Cuba
- La mia orchestra (1999)
- L'orso canterino (2004)

### Ecuador
- Canzone indigena (2002)
- Verso l'aurora (2012)

### El Salvador
- Emilio (2004)

### España
- Torero al pomodoro (1976)
- Una mela a metà (1981)
- Per me cantare è un gioco (1984)
- Un maggiolino speciale (1988)
- I pupazzetti (1992)
- La scatola dei tesori (1996)
- La Paella (2011)

### México
- Grazie (1978)
- Il gran concorso degli animali (1997)

### Nicaragua
- Un mondo di gelato (2005)

### Panamá
- La ballata del caballito moro (1985)
- Il ciuco cico (2000)

### Perú
- Cavallino peruviano (1977)
- Il bambino che vale un Perù (1989)

### Uruguay
- Noi noi noi (1988)
- Antenne blu (1994)
- Il tempo (2003)

### Venezuela
- Il musichito (1976)
- Il gelataio (1987)
- Terra gentile (2007)
- Sognando, Sognando (2013)